# San Jerónimo (Tolima)
San Jerónimo es un centro poblado del municipio colombiano de Casabianca, situado en el extremo noroccidental del departamento de Tolima, al sur occidente del país.
El 30 de septiembre de 1918 día en que se celebraba la misa y en el cual aún el caserío no tenía nombre; el sacerdote dijo a sus fieles: "Como este pequeño caserío no tiene nombre, pongámosle San Jerónimo por ser este el día del santo" y así se llamó en adelante.

## Geografía
Límites:
- Norte: Fresno
- Occidente: Casabianca
- Oriente: Palocabildo
- Sur: Libano

Distancias
- Distancia a Ibagué: 142 kilómetros; aproximadamente 3 h 2 mins en coche y sin tráfico.
- Distancia a Bogotá: 210 kilómetros; aproximadamente 4 h 22 mins en coche y sin tráfico.
- Distancia a Medellín: 329 Kilómetros; aproximadamente 5 h 46 mins en coche y sin tráfico.

Hidrografía
La riqueza en recursos hídricos es importante puesto que cuentan con el denominado Río Gualí y un amplio sector de pequeñas quebradas (Agua de Dios, San José, El Chupo y El Caracol)
Clima
Templado. Se encuentra ubicado a 1512 metros sobre el nivel del mar, su temperatura promedio oscila entre los 17 y 20 grados.
Población
En el caserío hay una población aproximada de 300 habitantes y en el sector rural 550 habitantes aproximadamente.
Veredas
La Mejora, La Armenia, El Recreo, San Carlos y La Maria.
Educación
Institución Educativa Marco Fidel Suárez que cuenta con 250 alumnos y 6 docentes nombrados y 2 en provisionalidad.
Adicional a esto cuenta con 5 escuelas en las veredas cada una con un profesor nombrado por el departamento.

## Historia
1918
Su fundación se inició en este año cuando la señora Isabel Vallejo construyó la primera casa de bahareque y techo de paja, No se sabía exactamente de donde provenía pero su acento era antioqueño. era una sola casa en medio de esa montaña.
1920
Para este año construyeron otra casa entre los señores Jesus Cardona y Emilio Gil, instalando una fonda, carnicería y almacén de víveres en la casa que hoy en día es de Miguel Saavedra, estas personas venían de la vereda Carrizales, municipio de Casabianca.
1921
En este año arribó Simón Saavedra y levantó una casa que al día de hoy es propiedad de Sigifredo Bernal.
1922
Este año dio lugar a la llegada de Francisco Amézquita con su familia proveniente del departamento de Antioquia. Llegando primero a la finca La Gregorita para después establecerse en San Jerónimo.
1958
Se construyó un monumento con forma de G con una estatua del General Rojas Pinilla en su parte superior con una placa de bronce con su nombre y su fecha de mandato grabadas. Estatua que sería hurtada por Eliseo Ramírez, quien había sido inspector de la localidad. Y que sería vendida posteriormente en un pueblo de la región caldense donde eran adeptos del militar.
Para esa época no era delito hurtar una estatua si el personaje representado en la misma se encontraba vivo, por esa razón no fue posible que hubiese algún castigo penal para la persona en mención.

## Infraestructura y Servicios Públicos
En un principio el acueducto constaba de un ariete donado por el Comité De Cafeteros con un tanque de almacenamiento que hasta el día de hoy aun existe, lavadero y duchas públicas, más otros dos tanques de recolección, uno en la plaza y otro ubicado en los alrededores de la escuela, los cuales no fueron mantenidos de manera correcta y con el paso del tiempo y el uso, su funcionalidad fue nula tanto así que el ariete fue hurtado. Este hecho origina que se tuviese que recurrir al abastecimiento de una quebrada cercana al centro poblado. La luz eléctrica por primera vez se logró a través de una sociedad que permitió adquirir un motor de ACPM lister, cuando esta alianza fue disuelta se lograron la venta de sus acciones originando que el fluido eléctrico no estuviese presente durante años hasta que la empresa Electrolima firmó un convenio para proveer dicho servicio.
Las calles de la región eran empedradas con piedra redonda caliche. Esto, se logró por medio de la inspección que a base de multas que pagaban las personas que cometían contravenciones como escándalos callejeros, embriaguez. por lo cual se ordenaba como pago de la multa empedrar un metro cuadrado de la calle. Algunas de las personas, tenían preparadas las piedras desde los días anteriores a los festivos puesto que al día siguiente de los mismos sabían que amanecían en la cárcel.
Actualmente su extensión territorial es de 380 kilómetros cuadrados.

## Economía

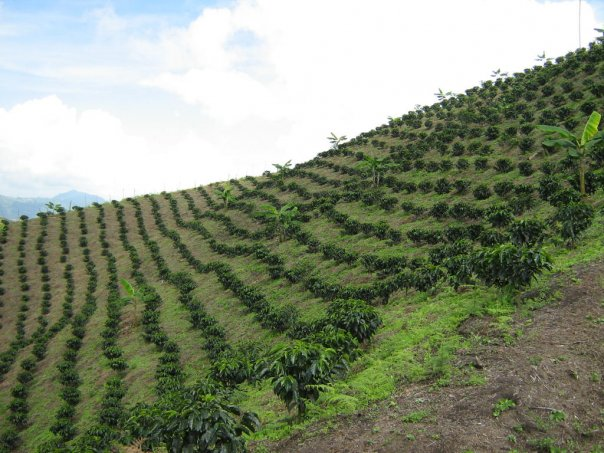
terreno con cultivo de café

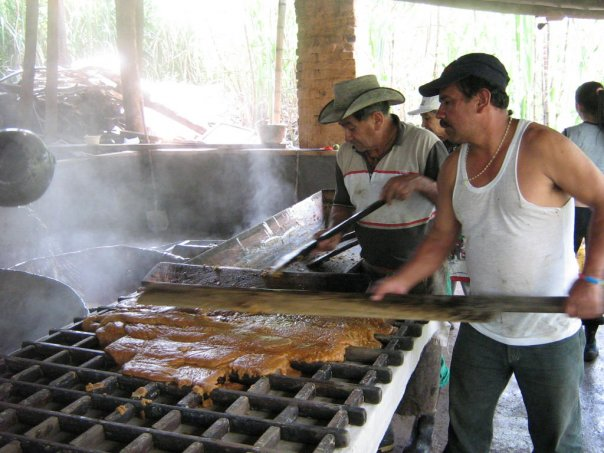
etapa de molde

Tuvo un auge comercial durante la década de los cincuenta donde se contaban con 12 carnicerías, almacenes de tela, víveres y ventas de variedad de artículos de plaza, esto se vio afectado con la apertura de la carretera al municipio de Falán a Casabianca originando que al día de hoy solo se encuentren dos carnicerías.
Actualmente los principales ingresos de los habitantes de la región están dados a la panela, aguacate y café.
El desarrollo económico de la región es limitado por la distancia, mal estado de las vías de comunicación, ubicación geográfica, falta de tecnología en la explotación, producción y comercialización de los productos.
Existe gran cantidad de minifundios que producen muy poco, agricultura que está basada en el monocultivo del café y otros cultivos base de la alimentación (plátano, yuca, caña)
La ganadería destaca el ganado vacuno, caballar y porcino.
El comercio se concentra en almacenes y tiendas de víveres, las industrias sobresalientes son las de la panela y la madera.

## Cultura
Fiesta patronal de San Isidro

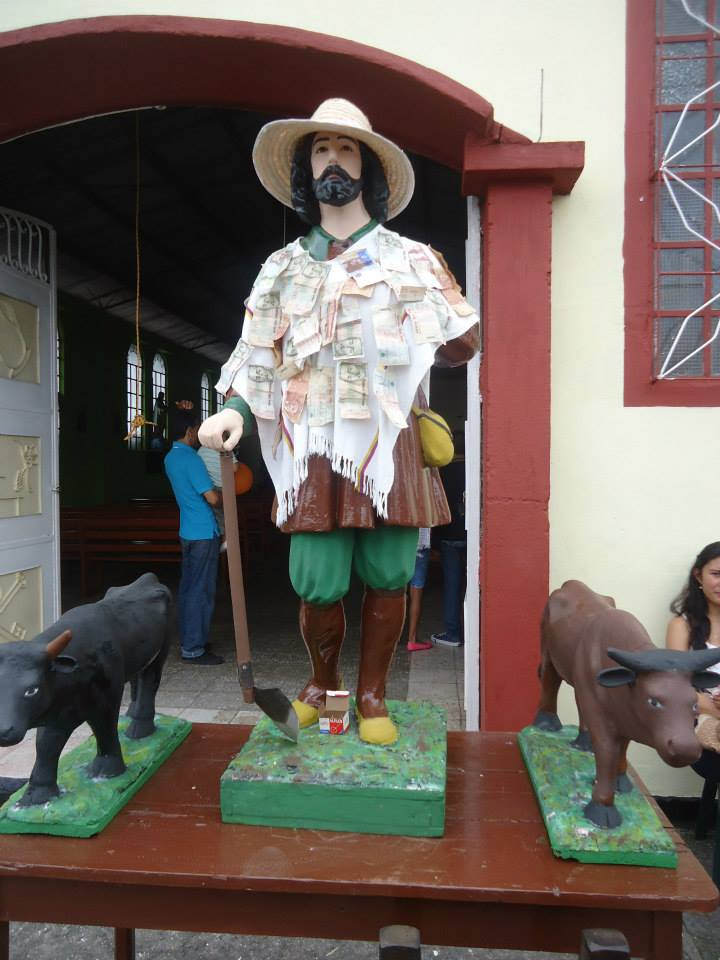
Celebración fiesta San Isidro

En un principio duraba alrededor de ocho días, y contaba con bastante concurrencia hasta al extremo que la mayoría de turistas dormían en las calles.
Los campesinos de la zona celebran llevando ofrendas a este Santo y haciendo una huerta en su honor.
Actualmente tiene una duración de dos y tres días dependiendo de la organización del evento.
con el fin de recaudar fondos para las múltiples necesidades de la comunidad (ancianato, sala de velación, colegio, jardín infantil, polideportivo, etc.) en cabeza de un líder de la región Carlos H. Bernal M. y en colaboración de otros líderes se organizó un evento al que se le denominó Encuentro de Colonias que buscaba reunir a las personas residentes de otros lugares del país y que tenían vínculos con el centro poblado para coordinar actividades en pro de reunir dichos fondos.
Encuentro de Colonias
El primero de estos eventos se realizó en el año 2001. actualmente se cuenta con las siguientes actividades.
- Grito Montañero. Es una popular práctica de los campesinos cafeteros de la zona que desde sus parcelas gritan para comunicarse con otros recolectores en la zona. El concurso se lleva a cabo en la plaza del pueblo.

- Concurso de Cargueros. Actividad donde los campesinos de la región utilizan sus habilidades para la carga en animales (Équidos) domesticados para este uso y en el cual el ganador es el que logre realizar esta labor de la manera más eficaz posible.

- Atletismo. Carrera que se realiza desde el centro del centro poblado hasta la salida del mismo donde se encuentra ubicado el cementerio de la región.

- Vara de Premio. Es el tallo de un árbol de guadua enterrado en el piso y empavonado con aceite quemado, el ganador es el que llegue al extremo alto de la vara o en su defecto el que más alto logre subir.

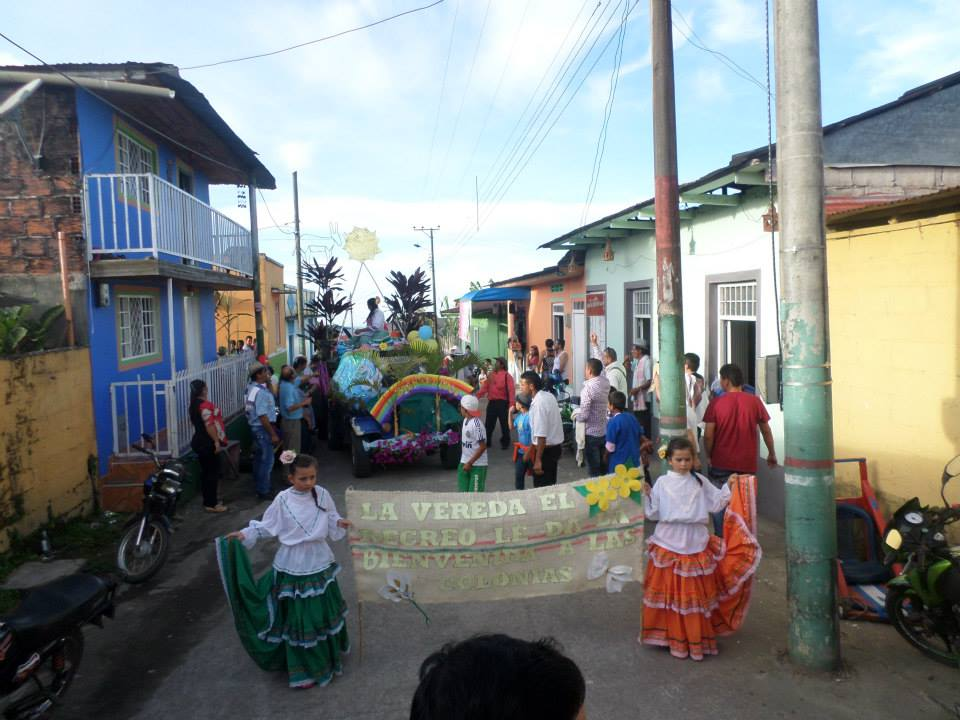
Reinado interveredal

- Reinado Interveredal. Se reúnen las más talentosas señoritas de las veredas de los alrededores y una representante de cada colonia haciendo pasarela en vestido de gala. se determina mediante votación y pruebas de aptitudes que se realizan

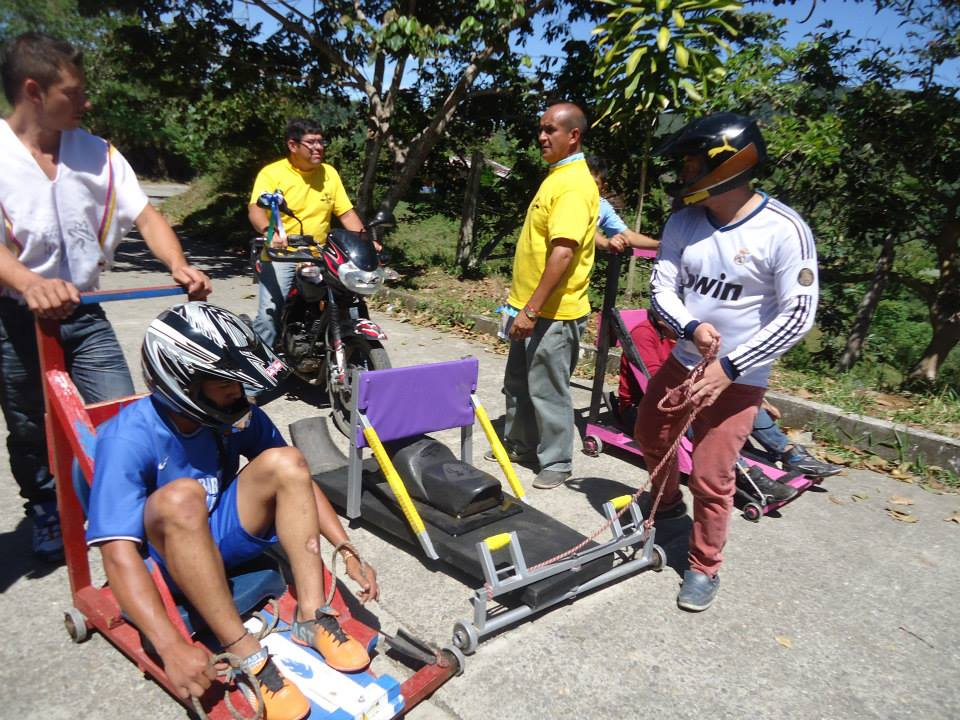
Punto de partida carrera de carros de balineras

- Carrera de Carros de Balineras. En la salida occidental de la región se organiza de una manera segura y por su geografía una peculiar carrera en la cual los participantes con las medidas de protección necesarias hacen gala de sus construcciones de carros más creativas. a base de madera, metal y todos los elementos que permitan la construcción de este bólido.

Caminatas Ecológicas
La naturaleza del lugar y las múltiples fuentes hídricas de la zona permitieron a Gildardo Giraldo impulsar la creación de un evento donde las personas pueden conocer más a fondo toda la flora y fauna que rodea la región, al igual que los lugares de trabajo donde los campesinos de la región desempeñan sus labores (Molederos de Caña de Azúcar, Cafetales, Plataneras, Etc.)